# Степан Зорян
 Тази статия е за революционера.  За писателя вижте Степан Зорян (писател).  
Степан Зорян (на арменски: Ստեփան Զօրեան), известен с псевдонима си Ростом или Росдом (Ռոստոմ), е арменски революционер, деец на Арменското национално движение, един от тримата основатели на Арменската революционна федерация и може би най-влиятелната фигура в партията.

## Биография
Степан Зорян е роден на 18 януари 1867 година в село Цъхна, тогава част от Ереванската губерния на Руската империя, днес в Азърбайджан. Учи в Петровската земеделска и горска академия в столицата Москва, но в 1889 година е изключен за участие в студентски вълнения. Връща се в Закавказието и в 1890 година работи като учител в Ерзурум. Изгонен е от османските власти и заминава за Тифлис, където се запознава с Кристапор Микаелян и Симон Заварян. Тримата в 1890 година основават Съюза на арменските революционери, прераснала по-късно в Арменската революционна федерация (Дашнакцутюн) - една от най-значимите арменски политически партии. Зорян е автор на теоретичната част на първата програма на партията, в която са отразени марксическите му възгледи.
В 1891 година се занимава с революционна дейност в Персия и Кавказ. В Ерзурум под прикритието на търговец, основава революционни комитети. На следната 1892 година се мести в Женева, Швейцария, където заедно с Микаелян до 1895 година редактира вестник „Дрошак“ („Трошаг“, Знаме). Зорян е привърженик на прозападната ориентация на арменското национално движение - смята, че освобождението на турска Армения може да стане само с поддръжка на западните страни. Член е на Западното бюро на партията.
В 1895 година се заселва в Пловдив, България, където основава арменски революционен комитет и служи като връзка между Арменската революционна федерация и Върховния македонски комитет и Вътрешната македоно-одринска революционна организация, които също се борят с абсолютисткия режим на Абдул Хамид II. В България заедно с жена си Лиса Мелик Шахназарян отваря арменско училище.
Плод на сътрудничеството между Пловдивския клон на Дашнакцутюн, начело със Зорян, и Пловдивското македоно-одринско дружество е четата на Слави Мерджанов и Бедрос Сиремджиян, която навлиза в Одринска Тракия през 1901 година.
Зорян оглавява съпротивата срещу антиарменските политики на руското царско правителство и е една от водещите фигури в Армено-татарските кланета в 1905 – 1907 година, като организира арменските отряди за самоотбрана.
В 1907 година на IV конгрес на партията Дашнакцутюн изиграва решаваща роля за помирението на лявото и дясното крило на партията. В съответствие с решение на конгреса, пристига в България и предлага на ВМОРО да се създаде нелегално военно училище. То е създадено край Рилския манастир и в него се обучават над 400 български и арменски революционери, между които Карекин Нъждех. За ръководител инструктор е привлечен българският офицер капитан Бохос Бохосян.
Зорян участва в Персийската конституционна революция, в която се бие на страната на иранските революционери.
След Младотурската революция в 1908 година и обявената амнистия, Зорян се установява в Ерзурум. Той е една от основните фигури в Източното бюро – Турска секция от 1909 до 1914 година.
Пред Първата световна война заминава за Европа, а по-късно за Кавказ, където организира отряди арменски доброволци. Живее в Баку, където работи като учител. Участва в отбраната на Баку и след падането на града през септември 1918 година заедно с хиляди арменци бяга в Иран.
Заселва се в Тифлис и се опитва да предотврати избухналата през декември 1918 година война между новооснованите Република Армения и Демократична република Грузия.
Умира на 19 януари 1919 година в Тифлис.